# 兵庫県立東灘高等学校
兵庫県立東灘高等学校（ひょうごけんりつ ひがしなだこうとうがっこう、英: Hyogo Prefectural Higashinada Senior High School）は、兵庫県神戸市東灘区深江浜町にある県立高等学校。

## 概要
1974年（昭和49年）に、当時の神戸第一学区新設校の要望を受け兵庫県が設置するに至った。全日制課程で普通科設置。特色類型として子どもの未来・健康スポーツ類型がある。

## 沿革
- 1974年（昭和49年） - 兵庫県神戸第一学区新設高等学校開設準備室設置、兵庫県立神戸甲北高等学校創立[注釈 1]（於兵庫県教育委員会王子分室）
- 1975年（昭和50年） - 校歌制定
- 1976年（昭和51年） - 東灘区に深江校舎が竣工し兵庫県立東灘高等学校に校名決定
- 1977年（昭和52年） - 兵庫県立東灘高等学校同窓会発足
- 1981年（昭和56年） - 東灘教養大学を開始
- 1985年（昭和60年） - 同窓会を翔雲会と命名
- 1987年（昭和62年） - 運動棟完工
- 1988年（昭和63年） - 神戸市社会福祉協力校に指定
- 1994年（平成6年） - 家庭科総合実習室を設置
- 1995年（平成7年） - 制服改新、育友会がPTA会に名称変更
- 1996年（平成8年） - 県下初のボランティア実践教育を導入
- 2000年（平成12年） - コンピュータ室を設置
- 2002年（平成14年） - 中庭整備工事を完了
- 2004年（平成16年） - 公式ウェブサイトを開設
- 2005年（平成17年） - 地域公開講演会を開始、スーパーアートハイスクールを開始
- 2007年（平成19年） - 体育館改修工事が完了
- 2010年（平成22年） - 医療・看護・保育類型を設置、学力向上マイスター派遣事業実施
- 2012年（平成24年） - 制服改新、高校生地域貢献発表会神戸地区代表
- 2017年（平成29年） - 短期海外語学研修を開始
- 2019年（平成31年） - 県政150年記念事業 災害対策ガイドブック発行[2]、無人航空機の運用を開始[3]
- 2021年（令和3年） - 姉妹校神戸甲北高等学校との定期戦を開始[4]、伝統民謡深江音頭を再現[5]、松竹芸能と連携協定[6]
- 2022年（令和4年） - 子どもの未来・健康スポーツ類型を設置[7]

## 表彰
- 1978年（昭和53年） - 在校生が人命救助の功績により兵庫県「のじぎく賞」受賞
- 1983年（昭和58年） - 放送委員会が兵庫県「のじぎく賞」受賞
- 1986年（昭和61年） - 文部省より「学校体育表彰」受賞
- 1992年（平成4年） - 神戸市より環境美化功労団体として「市長感謝状」
- 2014年（平成26年） - 文部科学大臣より「第7回キャリア教育優良校」受賞[8]

## 校風
- 校訓：自主・協調・創造
- 生徒信条：忍耐・自律・向上

## 校章
初代校長が書家による高の字に、文の象徴である六個のペンを配した。この調和のとれた六角形のそれぞれは、校訓と生徒信条の六項目をあらわし、円満に発達した情操豊かな人に成長することを願っている。

## 制服
創立時は男子詰襟服、女子セーラー服を採用した。1995年の改新で当時の兵庫県立高校には稀少な男女ブレザー服を採用。男子は濃紺と深紅のストライプネクタイ、女子は深紅のスクールリボンを採用し、胸元に金色で統一されたクラシカルエンブレムを付けていた。2012年の改新では輝く月桂冠エンブレムと校名に相応しい青色を基調としたスクールシャツを採用している。男子は濃紺と銀色のストライプネクタイ、女子も同じ配色のスクールリボンを採用していて、改新に際しては生徒による意見を採用しているため洗練されたデザインとなっている。　　　

## 設備
教育設備を完備した校舎が話題となり、竣工当時には全国から教育関係者が来校した。

## 学校行事
- 4月 入学式、始業式、スーパーオリエンテーション
- 5月 中間考査
- 6月 東灘祭（文化祭）
- 7月 期末考査、球技大会、夏季補習
- 8月 夏季体験学習、夏季補習、オープンハイスクール
- 9月 始業式、体育祭、スーパーオリエンテーション
- 10月 中間考査、校外体験学習
- 11月 創立記念日、修学旅行（アメリカ・グアム）、学校説明会
- 12月 期末考査、終業式
- 1月 始業式、百人一首大会、卒業考査
- 2月 学年末考査、卒業式、マラソン大会
- 3月 球技大会、終業式

## 部活動

### 文化部
- ESS
- 華道
- 軽音楽
- 茶道
- 自然科学
- 吹奏楽[11]
- 美術
- 学習
- ボランティア
- 新聞
- 放送

### 運動部
- 空手道[12]
- 弓道
- 剣道
- 卓球
- 硬式野球[13]
- 陸上競技
- サッカー
- ラグビー
- 硬式テニス
- バスケットボール
- バレーボール（女）
- バドミントン（女）
- ハンドボール（女）
- ボート

### 成績
- 1979年度（昭和54年度） - 男子硬式テニス部が全国高等学校総合体育大会、全日本ジュニア選手権出場
- 1980年度（昭和55年度）- サッカー部が第58回全国高校サッカー選手権大会出場、男子硬式テニス部が全国高等学校庭球大会出場
- 1982年度（昭和57年度）- 陸上競技部が国民体育大会、全国高等学校長距離大会、全国対抗女子駅伝出場
- 1983年度（昭和58年度）- 陸上競技部が全国高等学校総合体育大会出場
- 1989年度（平成元年度）- 陸上競技部が全国高等学校総合体育大会出場、美術部が全国デザインコンクール入選、男子ハンドボール部員が第5回台湾遠征県選抜メンバー選出
- 1990年度（平成2年度）- 陸上競技部が全国高等学校総合体育大会出場、放送委員会がNHK杯全国高校放送コンテスト出場、美術部が全国デザインコンクール入選
- 1991年度（平成3年度）- 弓道部・陸上競技部が全国高等学校総合体育大会出場、男子バレーボール部が国民体育大会出場、放送委員会がNHK杯全国高校放送コンテスト出場、書道部が成田山全国書初展入賞
- 1999年度（平成11年度）- 美術部が全国総合文化祭出展
- 2006年度（平成18年度）- 空手道部が全国高等学校選抜大会出場（以降9年連続出場）
- 2013年度（平成25年度）- 空手道部が全国高等学校総合体育大会出場
- 2014年度（平成26年度）- 空手道部が全国高等学校総合体育大会、国民体育大会出場
- 2015年度（平成27年度）- 空手道部が全国高等学校総合体育大会出場
- 2018年度（平成30年度）- 空手道部が全国高等学校選抜大会出場

## 社会貢献
2011年の東日本大震災の発生年から東北支援活動を継続し防災学習や社会奉仕の取組みが顕著である。2015年より神戸第一学区で複数志願制度を組んでいた神戸四校による支援活動を継続している。2019年より企業から無人航空機の寄贈を受け、有事の際に国土交通省より臨時許可を得た上で無人航空機を活用し情報を共有する取組みを開始し生徒の操縦士を養成している。

## 同窓会
- 翔雲会

## 出身者
- 加田裕之（参議院議員、法務大臣政務官）
- 川谷修士（漫才師、吉本興業）
- 河野徳良（体育学者、日本体育大学准教授、野球日本代表チーフトレーナー）
- 西清孝（元プロ野球選手）
- 平出淳（テレビディレクター、動画制作映画プロデューサー)
- 森淳史（漫画家）
- 久保田克昭（実業家、レーシングドライバー）
- 木下敬斗 (タレント　スターダストプロモーション)

## アクセス
神戸市東灘区の南北を通る中央幹線沿いに位置している。神戸市バス「東灘高校前」停留所、阪神電鉄深江駅からは徒歩20 - 25分となっている。神戸東部第四工区は関西の食品製造流通の重要特別区であり、農林水産省の食品工業団地形成促進要綱に基づいて農林水産大臣より認定されている。近隣には神戸大学深江地区、日本船舶職員養成協会神戸、神戸市中央卸売市場東部市場、サンシャインワーフ神戸、深江浜公園野球場などがある。近くには阪神高速道路の湾岸線が通り西に東神戸大橋、東に東灘芦屋大橋の景観を望むことができる。上下線ともに高架駅化によって新装された阪神電鉄 深江駅では、駅員から学校に対する暖かい応援が展開され、学校関係者が感謝した。